# سیارک ۳۴۳۹
سیارک ۳۴۳۹ (به انگلیسی: 3439 Lebofsky، نامگذاری:1983RL2) سه هزار و چهارصد و سی و نهمین سیارک کشف شده‌است که در ۴ سپتامبر ۱۹۸۳ کشف شد.
قدر مطلق سیارک برابر ۱۲٫۵۰ است.